# Alcibiades I
De dialoog Alcibiades I, of De grote Alcibiades, is een dialoog waarvan Plato's auteurschap betwist wordt. Onder de Neoplatonisten genoot dit werk een grote reputatie, en werd het gezien als een introductie tot Plato's werk. Onder andere op grond hiervan zijn velen, sinds Friedrich Schleiermacher, gaan twijfelen aan de echtheid van dit werk. Sindsdien zijn er wellicht evenveel verdedigers als bestrijders van de echtheid van de Alcibiades I geweest.

## Deelnemers aan het gesprek
Er zijn slechts twee sprekers: Socrates, en de jonge, ambitieuze Alcibiades.

## Inhoud

### Kennis van zaken(103a - 118b)
Zonder enige beschrijving van de entourage begint het gesprek tussen Socrates en Alcibiades. Socrates zegt dat hij zowel Alcibiades' eerste minnaar is, als de enige die nu nog over is gebleven; de anderen zijn weggegaan als gevolg van Alcibiades' arrogantie en overgrote zelfbewustzijn. Socrates zelf heeft hem al die tijd niet benaderd, tegengehouden door zijn daimonion, maar nu durft hij hem toe te spreken.
Is Alcibiades van plan de politiek in te gaan, en de Atheners voor te houden wat ze moeten doen? - Jazeker. - Kan hij dat, omdat hij kennelijk beter weet dan de rest wat er gedaan moet worden? - Ja. - Hij weet dus beter dan anderen wat rechtvaardig is en niet? - Ja. - Waar heeft hij dat dan geleerd? - Eigenlijk niet speciaal van een bepaald persoon, maar gewoon opgepikt in het leven van alledag, van het volk, zoals hij ook Grieks heeft leren spreken. - Van het volk? Maar als het volk dat zou weten, dan zou er wel algemene overeenstemming over bestaan, en dat is toch niet het geval? - Nee, erkent Alcibiades, en nu zegt hij dat wat hij beter weet dan de anderen is wat voordelig is voor Athene en wat niet. Dan toont Socrates aan, door te zeggen dat wat rechtvaardig is, mooi is, en dat wat mooi is, goed is, en dat wat voordelig is, goed is, dat het voordelige en het rechtvaardige hetzelfde zijn. Alcibiades is perplex. Hij lijkt zichzelf voortdurend tegen te spreken, hoe komt dat? - Omdat je denkt te weten wat je niet weet. Als ik je vraag hoeveel vingers je hebt zul je wel consistent antwoorden, en ook als ik je zou vragen of je weet hoe je in de hemel kunt komen, zul je consistent (negatief) antwoorden, want hiervan weet je dat je het niet weet. Maar juist met betrekking tot die belangrijkste zaak, rechtvaardigheid, zijn je antwoorden onzeker.

### Politiek(118b - 127b)
De meeste politici verkeren in net zo'n onwetendheid als jij, Alcibiades, verzekert Socrates vervolgens; slechts Pericles is misschien een uitzondering. - Als dat zo is, dan zal ik toch, alleen al door mijn natuurlijke aanleg, boven de rest uitsteken, antwoordt Alcibiades. - Dat mag zo zijn, maar je moet niet alleen naar de lokale politici hier kijken, je moet de lat hoger leggen, en de competitie aangaan met Sparta en het Perzische Rijk.
Dan volgt de zogenaamde 'koningsrede', een lofzang van Socrates op Sparta en Perzië, waar de koninklijke troonopvolgers uiterst zorgvuldig worden voorbereid op hun functie, in kennelijke tegenstelling tot Athene.

### Wat is de mens?(127c - 132b)
Alcibiades heeft dus, om zijn ambities te kunnen vervullen, opleiding nodig, dat wil zeggen: zorg voor zichzelf. Maar wat is 'zichzelf'? Zoals een schoenmaker zijn handen gebruikt, maar daar niet mee samenvalt, zo is de mens ook niet zijn lichaam. Datgene wat het lichaam gebruikt kan alleen maar de ziel zijn. Dus moet Alcibiades zich om zijn ziel bekommeren; de zorg voor zijn lichaam en voor zijn bezittingen kan hij aan iemand anders overlaten. En als Socrates Alcibiades' minnaar is, dan betekent dat dat hij van diens ziel houdt, hetgeen verklaart waarom hij hem trouw zal blijven, ook wanneer zijn uiterlijke schoonheid vergaan zal zijn.

### Interpretatie van het adagium 'Ken Uzelve'(132b - 135e)
Wat heeft het orakel van Delphi bedoeld, toen het zei: Ken Uzelve? Stel dat het zich gericht had tot een oog, zeggende: Zie Uzelve. Dan zou dat betekend hebben, dat een oog moet kijken naar een ander oog, waarin het zichzelf weerspiegeld ziet, met name in de pupil, datgene waarmee het oog ziet. Zo zou ook de ziel, die zichzelf moet kennen, naar een andere ziel moeten kijken om zichzelf weerspiegeld te zien, en wel naar datgene wat daarin het meest goddelijke is, haar kennis.
Zonder deze zelfkennis kennen we niet alleen onszelf niet, maar ook niets van wat ons zelf betreft, laat staan van wat anderen betreft. Dus kan men niet voor anderen zorgen, dus kan men geen (goede) staatsman zijn. Feitelijk kan men zonder zelfkennis helemaal niets. Het gaat om zelfkennis, en zelfkennis is een deugd, zoals rechtvaardigheid. En dat is wat niet alleen ieder individu nodig heeft, maar ook iedere stadstaat. Waarmee we toch weer terug zijn bij Alcibiades' aanvankelijke aanduiding van waar het in de politiek om gaat.

## Portee van de dialoog

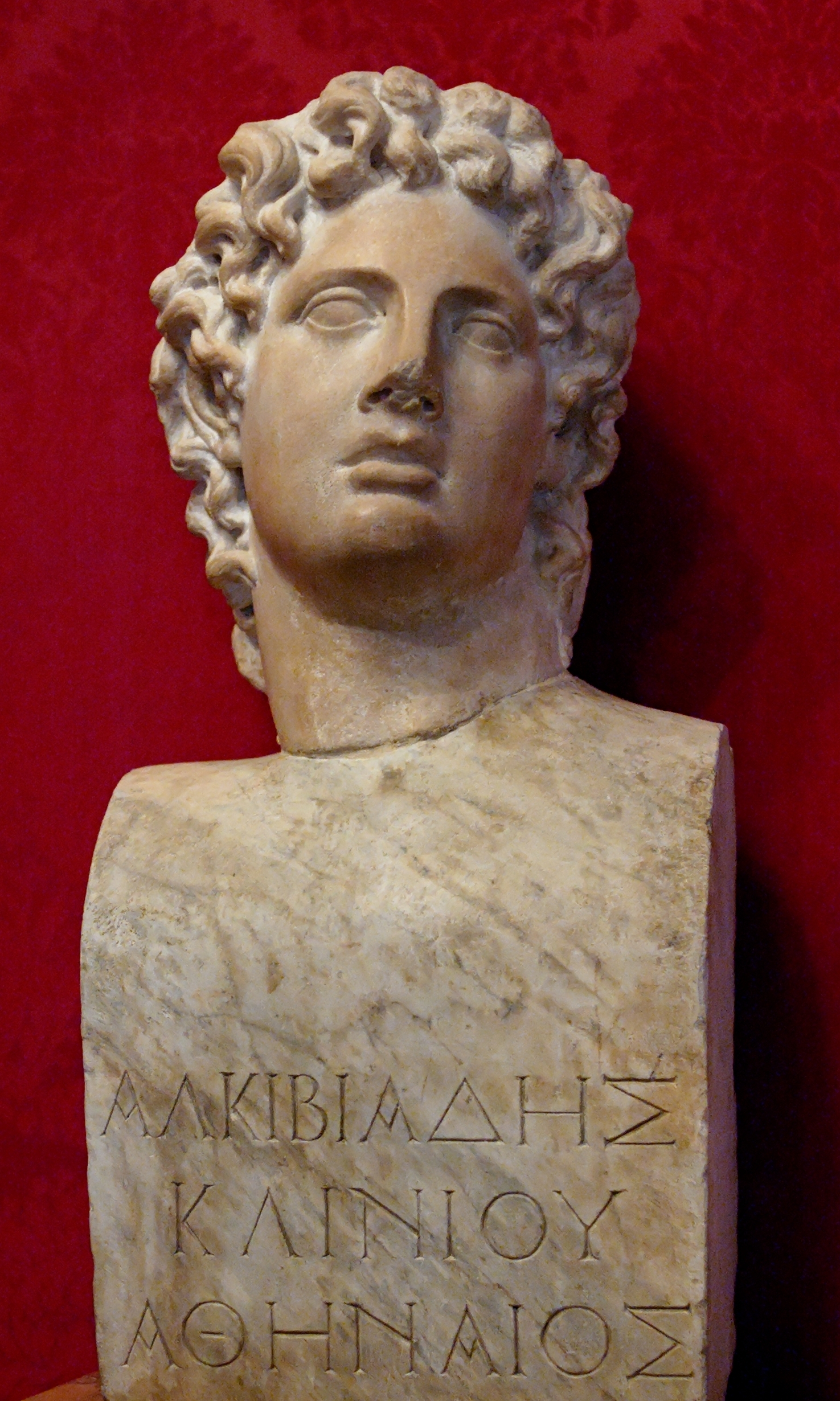
Alcibiades

Aan het eind van de dialoog is de houding van Alcibiades geheel anders dan aan het begin. Van arrogant is hij nederig geworden. Men heeft de Alcibiades I dan ook wel als een verdediging van Socrates voorgesteld: het was in Athene bekend dat Alcibiades en Socrates met elkaar omgingen, en toen Alcibiades overliep naar Sparta, kon men dat toeschrijven aan Socrates' slechte invloed op hem. In deze dialoog zou Plato dan laten zien dat Socrates' invloed alleen maar goed geweest is, en dat als Alcibiades het verkeerde pad op is gegaan, dat is gebeurd ondanks Socrates' invloed. Maar juist het 'expliciet protreptische' aspect van deze dialoog is voor S.R. Slings aanleiding de authenticiteit te verwerpen. De Alcibiades I is niet een aporetische dialoog zoals Plato's authentieke, vroege werk; de dialoog eindigt niet in een 'aporie' (de conclusie dat we niet hebben gevonden wat we zochten), en het doel van de Alcibiades I is dan ook niet de lezer aan te zetten verder na te denken over het opgeworpene ('impliciet protreptisch' voor de lezer). Hoofdonderwerp is Alcibiades' onwetendheid. Daarom kan dit werk niet van Plato zijn, want Plato richt zich in zijn werk altijd op zijn lezers. Friedländer ziet het verschil met de aporetische dialogen ook, maar concludeert daaruit dat de Alcibiades I dus niet een heel vroeg werk van Plato is, maar een overgangswerk tussen de vroege dialogen en de Staat in.

## Receptie
De vierde satire van de Romeinse dichter Persius, de aansporing tot zelfkennis, begint met een weergave van een deel van de Alcibiades I.

## Dwarsverbanden met andere dialogen
Ook in het Symposium komt de verhouding tussen Socrates en Alcibiades aan de orde.